# Martina Malević
Martina Malević est une joueuse de volley-ball croate née le 7 décembre 1990 à Zagreb. Elle mesure 1,73 m et joue au poste de libero. 

## Clubs
| Club                         | De        | À         |
| ---------------------------- | --------- | --------- |
| HAOK Mladost                 | 2003-2004 | 2011-2012 |
| Amiens Longueau Métropole VB | 2012-2013 | 2013-2014 |
| VC Stuttgart                 | 2014-2015 | 2014-2015 |
| HAOK Mladost                 | 2015-2016 | …         |

## Palmarès
- Coupe de Croatie
  - Finaliste : 2009.
- Coupe d'Allemagne
  - Vainqueur : 2015.
- Championnat d'Allemagne
  - Finaliste : 2015.
- Championnat de Croatie
  - Vainqueur : 2016.